# Deltaterídids
Els deltaterídids (Deltatheridiidae) són una família extinta de mamífers de l'ordre dels deltateroides que visqueren a Àsia i Nord-amèrica des del Cretaci inferior fins al Paleocè superior, fa entre 56 i 119,6 milions d'anys. Se n'han trobat restes fòssils al Canadà, els Estats Units, el Kazakhstan, Mongòlia, l'Uzbekistan i la Xina. Eren metateris dotats de dents primitives en comparació amb les dels marsupials i, de fet, la seva anatomia encara conserva nombrosos caràcters propis de l'avantpassat comú dels euteris i els metateris. Gairebé tots desaparegueren en l'extinció del Cretaci-Terciari, però un llinatge fantasma representat per Gurbanodelta sobrevisqué fins al Paleocè superior gràcies a adaptacions com ara una mida més petita i una dieta insectívora.